# 頓絶法
頓絶法（とんぜつほう、または黙説法、Aposiopesis）とは、語り手または作者が、何かの考えにとらわれて途中まで進めていた発言に間を置くか、発言をやめてしまう修辞技法のこと。語り手または作者が話を続ける気がなくなったか、できなくなった印象を読者に与える。語源はギリシャ語の ἀποσιώπησις（黙ってしまう）。

## 概略
最もよく見かけるものでは、「出て行け、さもないと—!」という脅迫の台詞である。語り手が恐怖・怒り・興奮といった感情に圧倒されたか、あるいは謙遜していることを描く場合が多い。頓絶法であることを示すのには「—」（emダッシュ）か「‥」「…」（リーダー）が使われる。
古典作品でいえば、ウェルギリウスの『アエネイス』の中では、頓絶法が2100カ所使われている。
hinc mihi prima malis labes, hinc semper Vlixes
criminibus terrere nouis, hinc spargere uoces
in uulgum ambiguas et quaerere conscius arma.
nec requieuit enim, donec Calchante ministro—
『アエネイス』2.97-100。大意「私にとって破滅への最初の猛攻が始まった時であった。オデュッセウスは新たなる言いがかりで私を脅し、人々の間にあやふやな噂を広め、諍いの原因を探し続けた。やめるどころか、ついにはカルカースの助けを借り—」。
統語論では、「もし(If）」ではじまるIf節つまり条件節（Protasis）が、「その場合には（then）」のthen節つまり帰結節（Apodosis）なしに述べられる時に、頓絶法が発生する。
どうか檳榔毛の車を一輛、私の見てゐる前で、火をかけて頂きたうございまする。さうしてもし出來まするならば—
-- 芥川龍之介『地獄変』